# Mjölig skivlav
Mjölig skivlav (Buellia griseovirens) är en lavart som först beskrevs av Turner & Borrer ex Sm., och fick sitt nu gällande namn av Almb. Mjölig skivlav ingår i släktet Buellia och familjen Physciaceae.  Arten är reproducerande i Sverige. Inga underarter finns listade i Catalogue of Life.